# Internet Magazin
Das Computermagazin Internet Magazin erschien im WEKA-Verlag von 1996 bis 2014 monatlich. 
Gegründet und anfänglich geleitet haben das Magazin Volker Everts und Andreas Hagedorn. Das rund 90-seitige Heft behandelte Themen wie Webdesign, Tipps & Tricks, Schwerpunktthema und Neuigkeiten. In den früheren Ausgaben lag eine CD-ROM mit entsprechender Software (Vollversionen und Shareware, Freeware und PD) bei, die neueren Ausgaben waren ohne CD oder DVD erhältlich.

## Neuprofilierung 2013
Ab November 2013 erschien das Internet Magazin in neuer Profilierung unter dem Titel IntMag. In der Eigendarstellung bezeichnete sich die Zeitschrift nunmehr als Das Magazin der Digitalen Wirtschaft. Es beschäftigte sich vorwiegend mit dem Einsatz von Internet-Technologien für Unternehmen. Zusätzlich erschien viermal jährlich das Magazin Screen Guide, welches sich im Stile des bisherigen Internet Magazins an Webentwickler wendet und technologische Schwerpunkte bedient.
Im April 2014 kündigte Weka Media die Einstellung des Internet Magazins an.

## Auflagenstatistik
Im vierten Quartal 2012 lag die durchschnittliche verbreitete Auflage nach IVW bei 6103 Exemplaren. Das sind 832 Exemplare pro Ausgabe weniger (−12,0 %) als im Vergleichsquartal des Vorjahres. Die Abonnentenzahl nahm innerhalb eines Jahres um 589 Abonnenten auf durchschnittlich 4628 pro Ausgabe ab (−11,29 %); damit bezogen rund 75,83 % der Leser die Zeitschrift im Abo.
| Anzahl verbreiteten Ausgaben | Anzahl verbreiteten Ausgaben | Anzahl verbreiteten Ausgaben | Anzahl verbreiteten Ausgaben | Anzahl verbreiteten Ausgaben |
| ---------------------------- | ---------------------------- | ---------------------------- | ---------------------------- | ---------------------------- |
| Quartal                      |                              |                              | Auflage a                    |                              |
| IV/1998                      | IV/1998                      |                              | 32.946                       | 32.946                       |
| IV/1999                      | IV/1999                      |                              | 46.583                       | 46.583                       |
| IV/2000                      | IV/2000                      |                              | 59.994                       | 59.994                       |
| IV/2001                      | IV/2001                      |                              | 45.964                       | 45.964                       |
| IV/2002                      | IV/2002                      |                              | 36.896                       | 36.896                       |
| IV/2003                      | IV/2003                      |                              | 17.603                       | 17.603                       |
| IV/2004                      | IV/2004                      |                              | 13.025                       | 13.025                       |
| IV/2005                      | IV/2005                      |                              | 8.862                        | 8.862                        |
| IV/2006                      | IV/2006                      |                              | 7.336                        | 7.336                        |
| IV/2007                      | IV/2007                      |                              | 15.417                       | 15.417                       |
| IV/2008                      | IV/2008                      |                              | 11.891                       | 11.891                       |
| IV/2009                      | IV/2009                      |                              | 9.600                        | 9.600                        |
| IV/2010                      | IV/2010                      |                              | 8.115                        | 8.115                        |
| IV/2011                      | IV/2011                      |                              | 6.935                        | 6.935                        |
| IV/2012                      | IV/2012                      |                              | 6.103                        | 6.103                        |
| Quelle: IVW                  |                              |                              |                              |                              |

| Anzahl der Abonnements | Anzahl der Abonnements | Anzahl der Abonnements | Anzahl der Abonnements | Anzahl der Abonnements |
| ---------------------- | ---------------------- | ---------------------- | ---------------------- | ---------------------- |
| Quartal                |                        |                        | Abos a                 |                        |
| IV/1998                | IV/1998                |                        | 3.146                  | 3.146                  |
| IV/1999                | IV/1999                |                        | 4.956                  | 4.956                  |
| IV/2000                | IV/2000                |                        | 7.647                  | 7.647                  |
| IV/2001                | IV/2001                |                        | 7.128                  | 7.128                  |
| IV/2002                | IV/2002                |                        | 5.577                  | 5.577                  |
| IV/2003                | IV/2003                |                        | 4.380                  | 4.380                  |
| IV/2004                | IV/2004                |                        | 3.732                  | 3.732                  |
| IV/2005                | IV/2005                |                        | 2.927                  | 2.927                  |
| IV/2006                | IV/2006                |                        | 2.591                  | 2.591                  |
| IV/2007                | IV/2007                |                        | 9.104                  | 9.104                  |
| IV/2008                | IV/2008                |                        | 7.862                  | 7.862                  |
| IV/2009                | IV/2009                |                        | 6.705                  | 6.705                  |
| IV/2010                | IV/2010                |                        | 6.019                  | 6.019                  |
| IV/2011                | IV/2011                |                        | 5.217                  | 5.217                  |
| IV/2012                | IV/2012                |                        | 4.628                  | 4.628                  |
| Quelle: IVW            |                        |                        |                        |                        |